# Estela de condensación

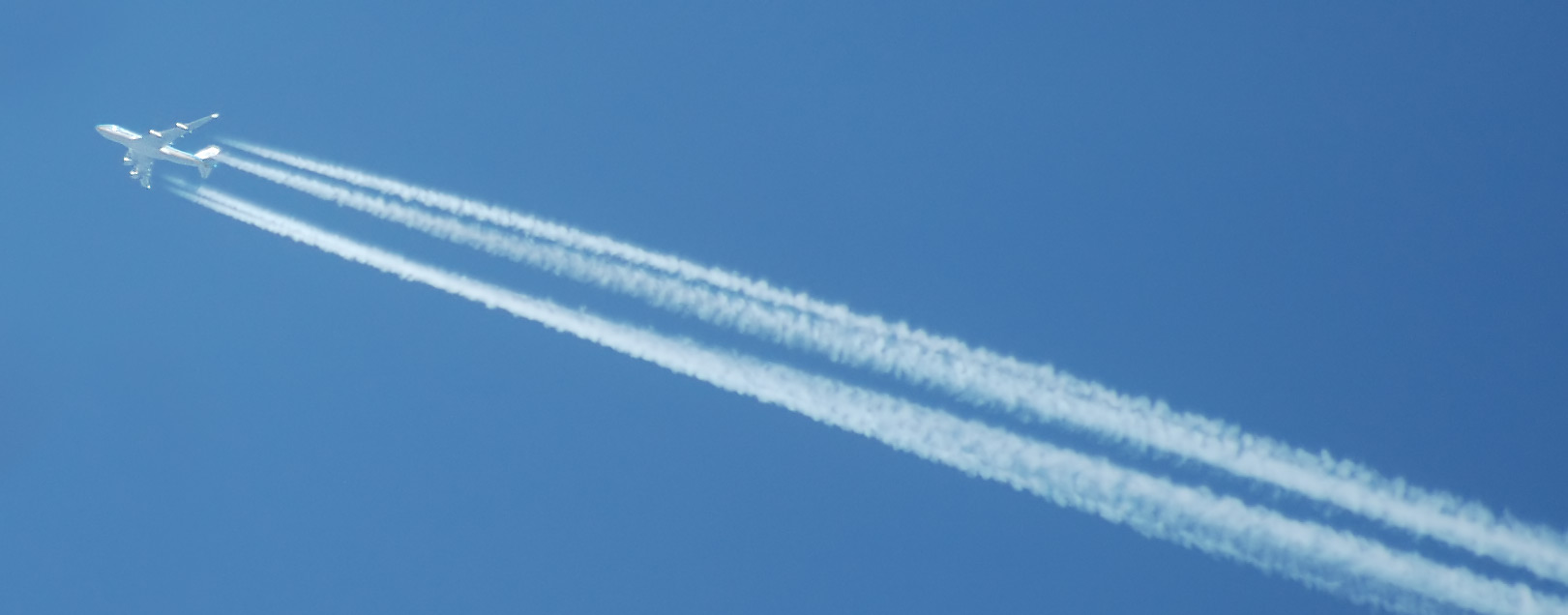
Estela de un Boeing 747.

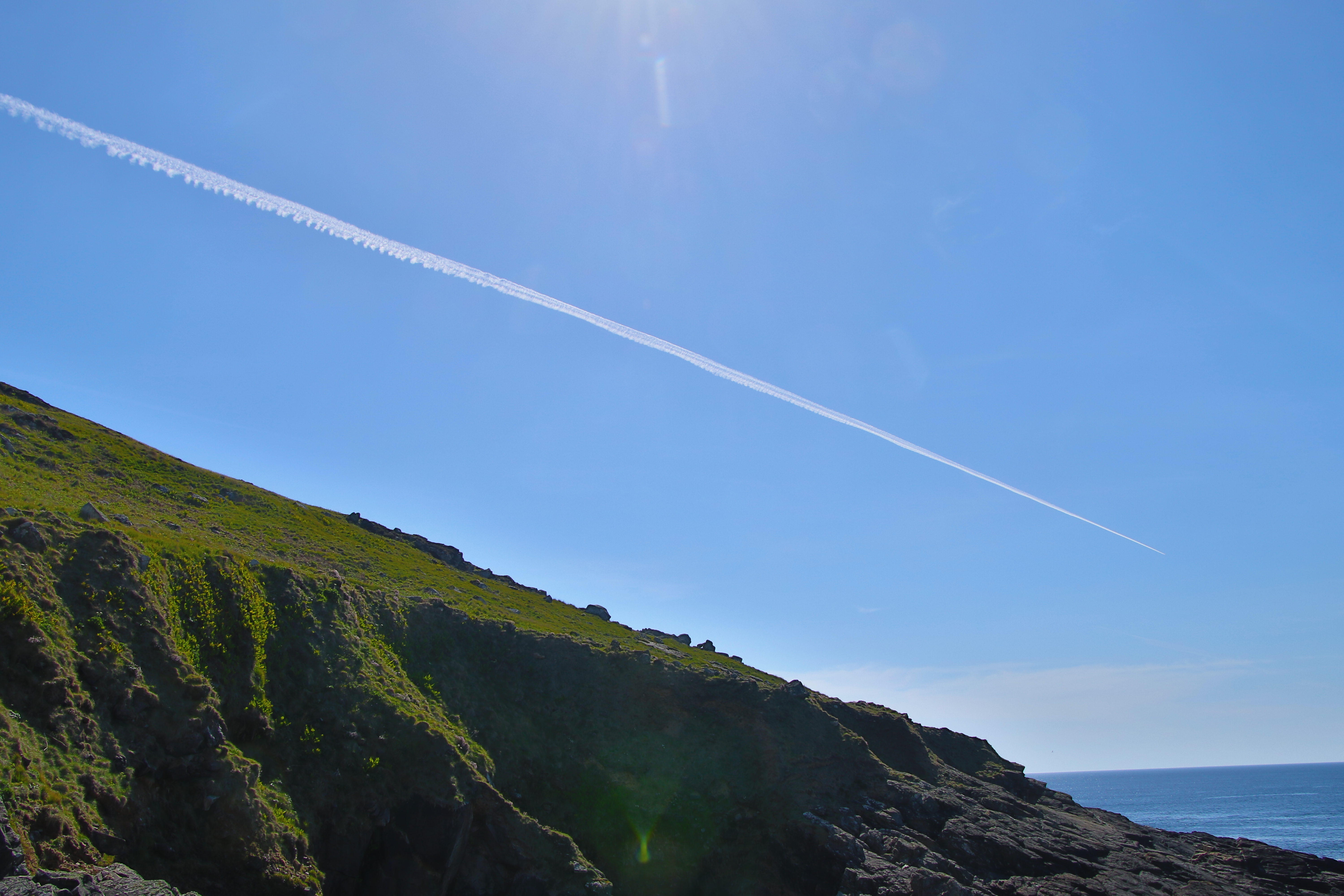
Estela de avión.

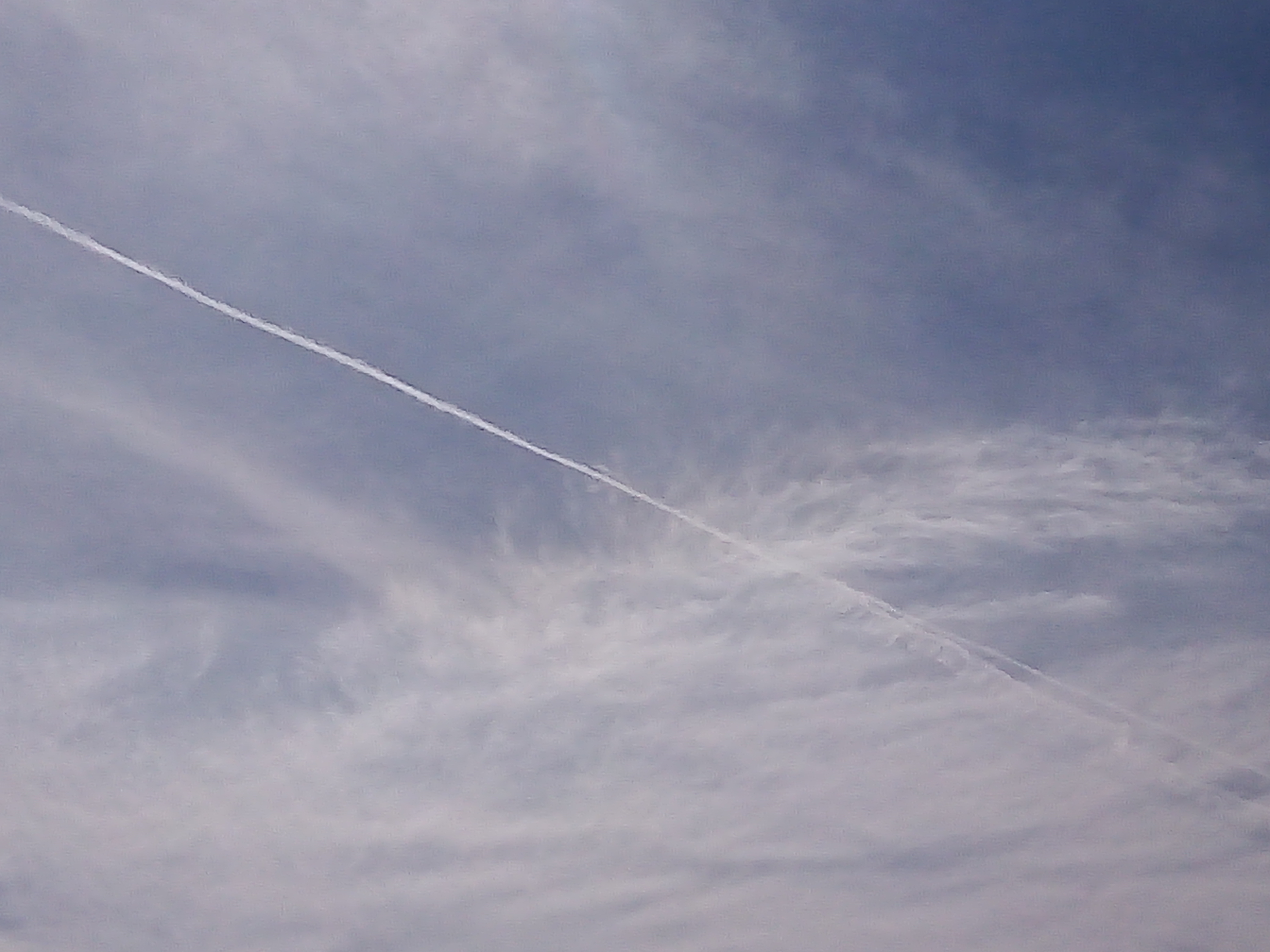
Estela de avión sobre nubes naturales.

Se denomina estela de condensación o rastro defractario al rastro en el aire que deja tras de sí un cuerpo en movimiento.

## Descripción

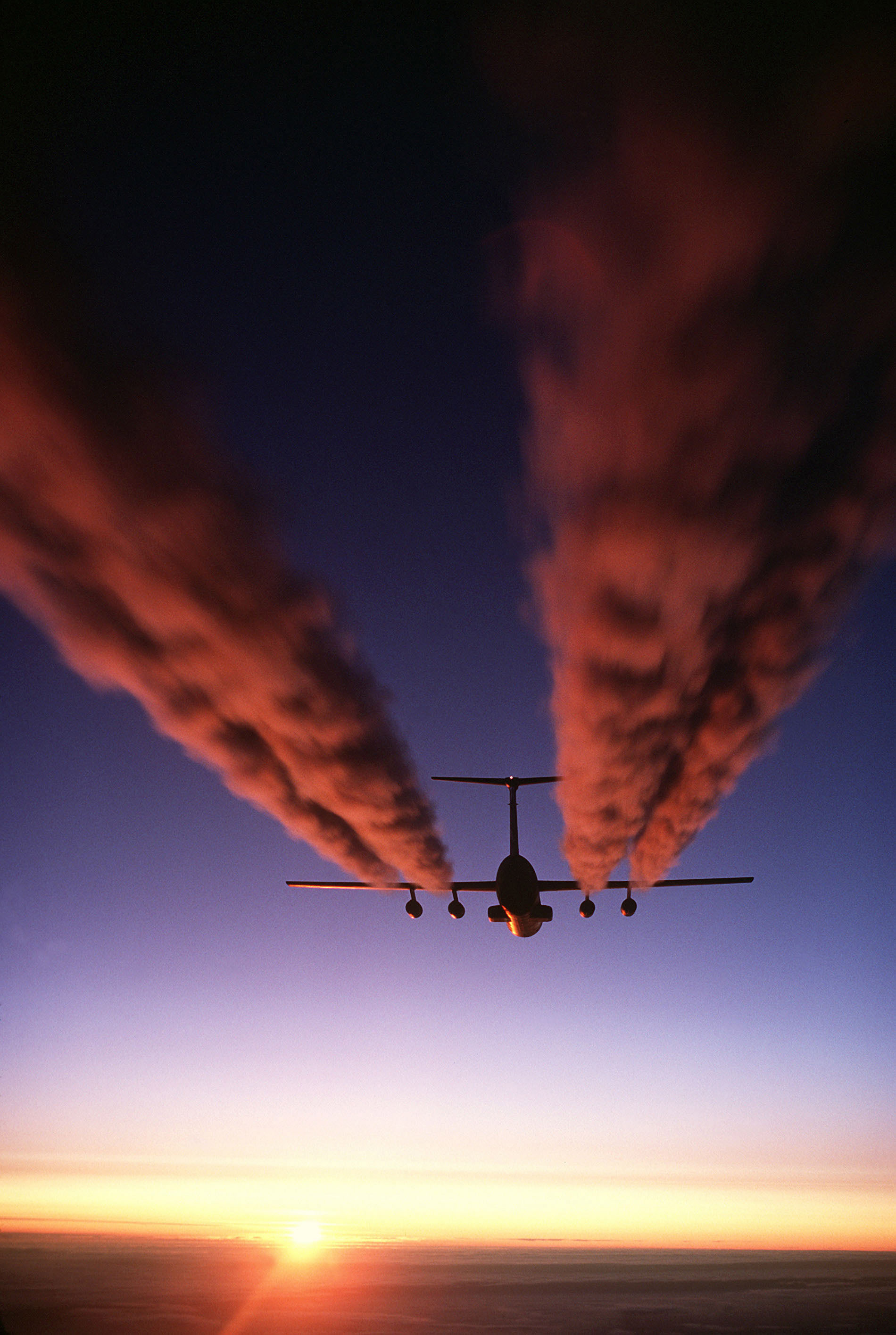
Estelas de avión sobre la Antártida.

Los trazos o estelas de avión son áreas de condensación que se originan por detrás de los escapes de las turbinas y que forman cirros artificiales (a veces llamados estelas de vapor). También se generan en los vórtices de las alas de los jets, que precipitan una corriente de cristales de hielo en atmósferas húmedas y frías. Al contrario de su apariencia, no ocasionan polución.
Las estelas se producen cuando hay una presión muy baja a gran altitud. Pero también se puede producir en los cazas o aviones supersónicos cuando vuelan a poca altitud, modificando las abertura de las toberas.
Otras estelas que se disipan muy rápido se producen en los extremos de las alas. Debido a la diferencia de presión de la parte superior e inferior de las alas se produce una corriente de aire en los extremos en forma de torbellino. Cuando la diferencia de presión de las caras es mayor, por ascensos rápidos o rizos, el torbellino se hace lo suficientemente fuerte para crear un vacío debido a la fuerza centrífuga. Este vacío hace que la temperatura del aire baje rápidamente y el vapor se condense.

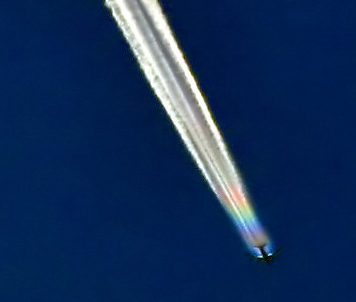
Estela iridiscente.

Las estelas aéreas pueden ser creadas de dos maneras:
1) Los escapes del jet incrementan la cantidad de humedad en esa atmósfera, provocando que su contenido de agua llegue al punto de rocío o de saturación. Así se causa la condensación del vapor del combustible queroseno combustionado, y se forma el trazo.
Los combustibles de aviación como la gasolina para motores a pistón, o parafínicos/queroseno para motores jet, consisten en hidrocarburos. Cuando arden, el carbono se combina con el oxígeno formando dióxido de carbono; el hidrógeno se combina con el oxígeno formando agua, que escapa desde los escapes en forma de vapor de agua. Por cada litro de combustible quemado (oxidado), se produce un litro de agua, agregado al agua condensada presente (de la humedad del aire) en el combustible. En altas altitudes, este vapor se encuentra con un ambiente frío (a mayor altitud, menor temperatura), bajando la temperatura del vapor hasta su condensación en pequeñas gotas de agua o sublimando en hielo. Las múltiples gotas o los cristales de hielo forman los trazos o estelas. Como la temperatura para que el vapor pase al estado líquido o sólido varía con el tiempo y la distancia, el vapor necesario para condensar en áreas del avión puede formarse de alguna manera en la aeronave.
La mayoría del contenido nuboso viene del agua atrapada en el aire circundante. En grandes altitudes, el vapor de agua superenfriado requiere un arranque para lograr la desublimación. Las partículas de escape de los escapes de las turbinas actúan como este arrancador, causando que el vapor atrapado rápidamente pase a cristales de hielo. El hielo solo se forma si el aire externo alrededor de la aeronave es por lo menos de –57 °C.
2) Las alas del aeroplano causan una caída en la presión del aire en la vecindad del ala (esto explica en parte cómo consigue volar un objeto más pesado que el aire). Esta caída de presión brinda una disminución de la temperatura, causando que se condense el agua del aire y forme estelas, pero solo a elevadas altitudes. A más bajas altitudes, este fenómeno se conoce como ectoplasma. El ectoplasma es más común de ver en momentos de empujes de alta energía de los motores, como por ejemplo en combate, o en jets de líneas durante el despegue y el aterrizaje, en lugares de muy baja presión, en las alas, y frecuentemente en turbo-fan.
Los escapes de estelas se hacen más estables y durables en alta altitud.

### Impacto climático

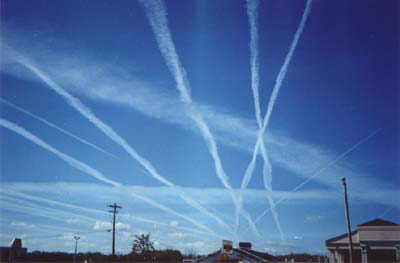
Secuencia de múltiples estelas en un área de alto tráfico aéreo.

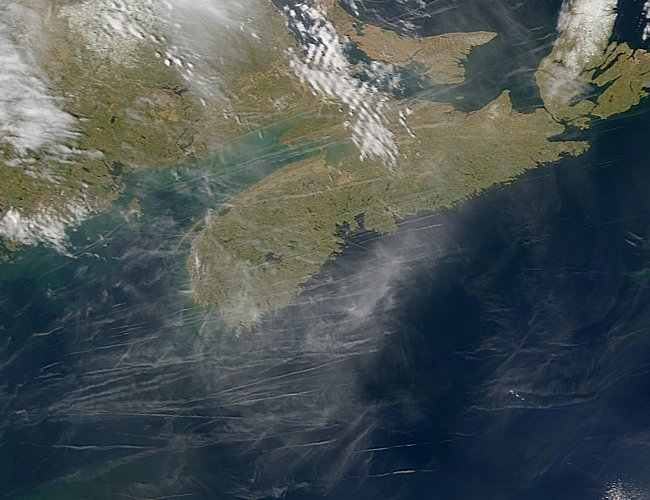
Foto de satélite de Nueva Escocia con numerosas estelas de jets volando entre el este Eastern Seaboard y Europa.

Las estelas pueden afectar la formación de nubes, como un forzante radiativo. Varios estudios han encontrado que las estelas atrapan radiación de larga longitud emitida por la Tierra y la atmósfera (forzante radiativa positiva) a una mayor tasa que la entrante radiación solar (forzante radiativa negativa). Así, la producción de estelas es otra fuente más de calentamiento.
El efecto varía diaria y anualmente, y el tamaño de tales forzantes no está bien conocido: globalmente (para condiciones de tráfico aéreo de 1992), el rango de valores va de 3.5 mW/m² a 17 mW/m². Otros estudios han determinado que los vuelos nocturnos son responsables de efecto calentamiento: mientras que contribuyen con apenas el 25 % de día, de noche contribuyen con el 60 al 80 % de forzantes radiativos. Similarmente, los vuelos invernales solo representan el 22 % del tráfico anual aéreo, pero contribuyen con el 50 % del forzante radiativo anual promedio.

#### Efectos de los atentados terroristas del 11 de septiembre de 2001
Se ha hipotetizado que en una región con tan alto tráfico aéreo como Estados Unidos, las estelas afectan el tiempo meteorológico y ―debido el incremento del albedo― reducen el calor solar durante el día y la radiación de calor durante la noche.
Según David J. Travis, Andrew M. Carleton y Ryan G. Lauritsen (2004), la suspensión de los vuelos durante tres días en Estados Unidos después de los atentados del 11 de septiembre de 2001 dio una oportunidad de probar esta hipótesis. Las mediciones mostraron que, sin estelas, el rango de temperaturas diurnas (diferencia de las temperaturas del día y de la noche) fue de 1 °C más alto que inmediatamente antes.
En 2004, Adam J. Kalkstein y Robert C. Balling Jr. sugirieron que esto podría haberse debido al inusual tiempo limpio en el período.